# Однополые браки в Австралии
Однополые браки в Австралии были легализованы парламентом страны 7 декабря 2017 года. На следующий день закон был подписан генерал-губернатором и вступил в силу 9 декабря. Первый брак между лицами одного пола был заключен 15 декабря. Рассмотрение закона в парламенте последовало за общенациональным почтовым опросом, в котором 61,6 % австралийцев высказались в поддержку однополых браков.

## Легализация однополых браков на федеральном уровне
7 декабря 2017 года Австралия пополнила список стран, в которых легализованы однополые браки. Закон был одобрен абсолютным большинством голосов депутатов палаты представителей парламента страны. На следующий день он был подписан генерал-губернатором и вступил в силу 9 декабря. Легализация однополых браков на федеральном уровне не затронула законодательство об усыновлении, которое, по-прежнему, решается на уровне отдельных штатов и территорий.

## Усыновление однополыми парами
Во всех штатах и территориях однополым парам доступно как совместное усыновление, так и усыновление детей партнёра.
| Штат или территория | Усыновление детей партнёра | Совместное усыновление |
| ------------------- | -------------------------- | ---------------------- |
| АСТ                 | 2004                       | 2004                   |
| Виктория            | 2007                       | 2016                   |
| Западная Австралия  | 2002                       | 2002                   |
| Квинсленд           | 2016                       | 2016                   |
| Новый Южный Уэльс   | 2010                       | 2010                   |
| Тасмания            | 2004                       | 2013                   |
| Южная Австралия     | 2017                       | 2017                   |
| Северная территория | 2018                       | 2018                   |

Кроме усыновления, во всех штатах и территориях для однополых пар доступны вспомогательные репродуктивные технологии. Альтруистическое суррогатное материнство является законным во всех юрисдикциях Австралии, за исключением Западной Австралии (где оно доступно только для гетеросексуальных пар). Коммерческое суррогатное материнство запрещено во всех штатах.

## Гражданские партнёрства
Помимо брака для однополых пар Австралии во всех штатах и территориях Австралии на региональном уровне законом признаются различные формы однополых партнёрств — зарегистрированные гражданские союзы или домашние партнёрства, а также незарегистрированные фактические сожительства, значительно отличающиеся друг от друга по правовому статусу. Однополые союзы регистрируются в той или иной форме штатах Тасмания, Новый Южный Уэльс и Квинсленд, а также в Австралийской столичной территории, в федеральной столице Виктории и на территории Южная Австралия. На территориях Западная Австралия и Северная территория устойчивые однополые пары не регистрируются, однако могут рассматриваться законодателем как союзы де-факто и имеют минимальный набор прав.
| Штат или территория | Официальный статус                                         | Год введения |
| ------------------- | ---------------------------------------------------------- | ------------ |
| Западная Австралия  | фактическое незарегистрированное сожительство              | 2002         |
| Тасмания            | Significant Relationship                                   | 2004         |
| Южная Австралия     | Domestic Partnership (Agreement) / Registered Relationship | 2007 / 2017  |
| АСТ                 | Civil Partnership / Civil Union                            | 2008 / 2012  |
| Виктория            | Domestic Relationship                                      | 2008         |
| Новый Южный Уэльс   | Registered Relationship                                    | 2010         |
| Квинсленд           | Registered Relationship / Civil Partnership                | 2012 / 2016  |
| Северная территория | фактическое незарегистрированное сожительство              | 2004         |

## Попытки легализации однополых браков в АСТ
Однополые браки в Австралии запрещены Сенатом Австралии на федеральном уровне 13 августа 2004 года, в том числе и не признаются однополые браки, заключённые в других странах. В то же время, согласно опросам, в 2011 году регистрацию браков однополых пар поддержало 53 % населения страны. В сентябре 2012 года Парламент Австралии отклонил законопроект о легализации однополых браков в стране.
Однако 22 октября 2013 года законодательная ассамблея Австралийской столичной территории (АСТ) приняла закон, разрешающий заключение однополых браков на своей территории, в том числе и парам, не проживающим на ней. Первые однополые браки были заключены 7 декабря 2013 года в день вступления закона в силу.
Группа консервативных министров подала протест в Высокий суд Австралии в связи с тем, что закон, принятый в АСТ, входит в противоречие с федеральным законом, согласно которому зарегистрировать брак могут только мужчина и женщина. Высокий суд на своём заседании от 12 декабря 2013 года признал недавно вступивший в действие закон о легализации однополых браков противоречащим федеральному законодательству и аннулировал около 30 уже заключённых однополых браков. По мнению суда, решение о легализации однополых браков находится исключительно в компетенции парламента Австралии.

## Статистические данные
Согласно Австралийскому бюро статистики, в 2016 году в Австралии насчитывалось чуть менее 46800 однополых пар, проживающих вместе (23700 мужских и 23000 женских пар). Однополые пары составляли 0,9 % от всех пар в Австралии, по сравнению с 0,7 % в 2011 году. В 2011 году почти все однополые пары называли себя фактическими партнёрами (93 %). Тем не менее, в период с 2011 по 2016 год число однополых пар, сообщивших, что они в браке, увеличилось более чем в два раза. Доля однополых семей с детьми увеличилась с 12 % в 2011 году до 15 % в 2016 году. В 2016 году четверть (25 %) женских пар имела детей по сравнению с 4,5 % мужских пар. Всего около 10500 детей в возрасте до 25 лет жили в однополых семьях в 2016 году.